# العلاقات السريلانكية الغينية
العلاقات السريلانكية الغينية هي العلاقات الثنائية التي تجمع بين سريلانكا وغينيا.

## مقارنة بين البلدين
هذه مقارنة عامة ومرجعية للدولتين:
| وجه المقارنة                                              | سريلانكا                         | غينيا       |
| --------------------------------------------------------- | -------------------------------- | ----------- |
| المساحة (كم2)                                             | 65.61 ألف                        | 245.86 ألف  |
| عدد السكان (نسمة)                                         | 21.44 مليون                      | 12.72 مليون |
| الكثافة السكانية (ن./كم²)                                 | 326.78                           | 51.74       |
| العاصمة                                                   | سري جاياواردنابورا كوتي، كولمبو  | كوناكري     |
| اللغة الرسمية                                             | اللغة السنهالية، اللغة التاميلية | لغة فرنسية  |
| العملة                                                    | روبية سريلانكي                   | فرنك غيني   |
| الناتج المحلي الإجمالي (بليون دولار)                      | 87.17 مليار                      | 10.50 مليار |
| الناتج المحلي الإجمالي (تعادل القوة الشرائية) بليون دولار | 246.62 مليار                     | 15.24 مليار |
| الناتج المحلي الإجمالي الاسمي للفرد دولار أمريكي          | 3.93 ألف                         | 531         |
| الناتج المحلي الإجمالي للفرد دولار أمريكي                 | 11.11 ألف                        | 1.22 ألف    |
| مؤشر التنمية البشرية                                      | 0.757                            | 0.411       |
| رمز المكالمات الدولي                                      | +94                              | +224        |
| رمز الإنترنت                                              | .lk،                             | .gn         |
| المنطقة الزمنية                                           | ت ع م+05:30                      | 00          |

## منظمات دولية مشتركة
يشترك البلدان في عضوية مجموعة من المنظمات الدولية، منها:
| علم المنظمة | اسم المنظمة                               | تاريخ انضمام سريلانكا | تاريخ انضمام غينيا |
| ----------- | ----------------------------------------- | --------------------- | ------------------ |
|             | مؤسسة التنمية الدولية                     | 27 يونيو 1961         | 26 سبتمبر 1969     |
|             | يونسكو                                    | 14 نوفمبر 1949        | 2 فبراير 1960      |
|             | وكالة ضمان الاستثمار متعدد الأطراف        | 27 مايو 1988          | 5 أكتوبر 1995      |
|             | الأمم المتحدة                             | 14 ديسمبر 1955        | 12 ديسمبر 1958     |
|             | الاتحاد البريدي العالمي                   | ?                     | ?                  |
|             | البنك الدولي للإنشاء والتعمير             | 29 أغسطس 1950         | 28 سبتمبر 1963     |
|             | منظمة حظر الأسلحة الكيميائية              | ?                     | ?                  |
|             | مؤسسة التمويل الدولية                     | 20 يوليو 1956         | 22 أكتوبر 1982     |
|             | المركز الدولي لتسوية المنازعات الاستشارية | 11 نوفمبر 1967        | 4 ديسمبر 1968      |
|             | منظمة التجارة العالمية                    | ?                     | 25 أكتوبر 1995     |
|             | منظمة الشرطة الجنائية الدولية             | ?                     | ?                  |

## وصلات خارجية
- موقع وزارة الخارجية السريلانكية